# Unterbaldingen
Unterbaldingen, en français Baldingen-le-Bas, est une localité de la ville allemande de Bad Dürrheim dans l'Arrondissement de Forêt-Noire-Baar, située sur le plateau de la Baar.

## Géographie
Unterbaldingen est limitrophe de Donaueschingen, Oberbaldingen, Öfingen, Immendingen et Geisingen.

## Commune
Le 1er avril 1972 la commune d'Unterbaldingen a fusionné avec la commune de Bad Dürrheim, à la suite de l'acceptation du projet par les conseils municipaux des deux communes.
Le village d'Unterbaldingen abrite une église à l'architecture baroque dédiée à Saint Gall.